# Daniel Stach
Daniel Stach  (* 2. dubna 1988, České Budějovice) je český moderátor a bývalý reprezentant České republiky ve vodním slalomu. Je nejmladším laureátem, kterému Akademie věd České republiky udělila medaili Vojtěcha Náprstka Za zásluhy v popularizaci vědy. V únoru 2021 mu byla Společností Ferdinanda Peroutky udělena novinářská Cena Ferdinanda Peroutky za rok 2020.

## Životopis
V roce 2007 odmaturoval na Gymnáziu Jírovcova v Českých Budějovicích. Poté pokračoval studiem mezinárodního obchodu na Fakultě mezinárodních vztahů Vysoké školy ekonomické, které ukončil s inženýrským titulem v roce 2013. V letech 2008–2014 studoval mediální komunikaci na Fakultě sociálních věd Univerzity Karlovy, kde získal titul bakaláře.
Závodně se věnoval vodnímu slalomu, na kajaku začal jezdit v jedenácti letech. V letech 2004–2005 byl součástí juniorské reprezentace Česka ve vodním slalomu.
Začal se věnovat i moderování různých sportovních a společenských akcí (např. závody ve vodním slalomu, od roku 2010 běžecké závody Run Czech), od roku 2008 tak činí spolu s Miroslavem Lencem pod hlavičkou MaD speakers. V letech 2009–2012 uváděl pořad o netradičních sportech Sports Take na Rádiu Wave. Od srpna 2010 působí v České televizi, kde nejprve začal dělat úvodní reportáže pro pořad Hyde Park. Od září 2012 moderuje pořad Hyde Park Civilizace a od srpna 2014 do března 2016 moderoval i ranní Studio 6 na ČT24. V září 2016 se stal hlavním moderátorem redakce vědy České televize a rovněž od září 2016 moderuje pořad Věda 24 na ČT24. Do května 2021 zpovídal 31 laureátů Nobelovy ceny a mnoho dalších významných světových vědců.

## Ocenění
- TýTý 2014, objev roku[11]
- Novinářská křepelka 2014, Cena Nadace Český literární fond mladým perspektivním novinářům
- Česká verze časopisu Forbes jej v roce 2015 vybrala do rubriky 30 pod 30[12]
- Trilobit 2016, Cena Václava Havla za přínos občanské společnosti (Český filmový a televizní svaz FITES)[6]
- Medaile Vojtěcha Náprstka, 2016[13]
- Novinářská cena 2016, Cena Nadace Open Society Fund Praha Kategorie audiovizuální žurnalistiky „Nejlepší rozhovor, beseda, diskuse“ za rozhovor Hyde Park Civilizace: Rwandská genocida [14]
- Planetka Stach (93256) v hlavním pásu planetek mezi Marsem a Jupiterem objevená v Ondřejově P. Pravcem a P. Kušnirákem.[15]
- World Paddle Awards 2018, ocenění v kategorii Media professional [16]
- Cena Ferdinanda Peroutky za rok 2020[3]
- Medaile za zásluhy o rozvoj vědy 2021 Učené společnosti ČR [17]
- Cena Jiřího Heřta 2021 Českého klubu skeptiků Sisyfos (redakci ČT Hyde Park Civilizace)[18]
- Stříbrná medaile předsedy Senátu 2023 - Za schopnost nadchnout a jednoduše předat složité